# ELL Austria
Die ELL Austria GmbH (kurz für European Locomotive Leasing) ist eine Leasinggesellschaft für Schienenfahrzeuge mit Sitz in Wien. Ihre Eigentümer sind (Stand: Februar 2025) die französischen Finanzunternehmen Axa-Gruppe und Predica/Crédit Agricole. Das Unternehmen verfügt seit 2014 über einen Bestand von elektrischen Lokomotiven des Typs Siemens Vectron. ELL tritt als Halter der Fahrzeuge auf, die Halterkennung in der UIC-Kennzeichnung der Triebfahrzeuge ist D-ELOC.

## Geschichte
Im März 2014 unterzeichnete European Locomotive Leasing mit Siemens Rail Systems einen Rahmenvertrag über die Lieferung von bis zu 50 Elektrolokomotiven des Typs Siemens Vectron. Dabei wurden sowohl Wechselstrom-Einsystemlokomotiven als auch Mehrsystemlokomotiven bestellt. Alle Fahrzeuge verfügen über das Zugsicherungssystem ETCS, sind für weitere Zugsicherungssysteme vorbereitet und haben eine Höchstgeschwindigkeit von bis zu 200 km/h. Bei Vertragsunterzeichnung wurde auch das schwarz-grüne Design der Lokomotiven präsentiert. Finanziert wurde der Kauf durch das Investmentunternehmen Kohlberg Kravis Roberts & Co. (KKR).
Im Mai 2014 begannen Testfahrten mit den ersten beiden für ELL bestimmten Lokomotiven; die Auslieferung erfolgte im Juni 2014. Im Juli 2014 waren fünf Lokomotiven ausgeliefert. Die ersten Leasingkunden waren Salzburger Eisenbahn Transportlogistik, RTB Cargo und SBB Cargo International. Im November 2014 wurden Tests für RegioJet in Tschechien und der Slowakei durchgeführt, die einen Vertragsabschluss über drei Lokomotiven über eine Dauer von fünf Jahren nach sich zogen. Die Lokomotiven für RegioJet erhielten auf dem gesamten Wagenkasten die gelbe Farbgebung von RegioJet, an den Seiten sind kleine Logos von European Locomotive Leasing sichtbar. Weitere Anmietungen von ELL-Lokomotiven erfolgten durch die Steiermarkbahn, LTE Logistik- und Transport, die Osthannoverschen Eisenbahnen, die Wiener Lokalbahnen und die GySEV/Raaberbahn. Bis Juni 2015 wurden aus dem Rahmenvertrag 34 Lokomotiven abgerufen und ausgeliefert, davon sind elf Maschinen mehrsystemfähig.
Im Juni 2016 wurde ein weiterer Rahmenvertrag über die Lieferung von 50 Vectron Lokomotiven geschlossen. Ein Vertrag über weitere acht Lokomotiven wurde im Juni 2017 geschlossen. Im Anschluss wurden Vectron Lokomotiven in kleinen Stückzahlen gekauft, sodass bis Mai 2022 160 Lokomotiven geordert wurden.
2021 wurde die Flotte durch Siemens Smartron und Siemens Vectron Dual Mode verstärkt.
Die ELL besaß 2020 über 150 Lokomotiven. Im September 2022 gab ELL bekannt, dass ihre Flotte auf 217 Lokomotiven wachsen wird. Im März 2023 wiederum wurde bekanntgegeben, dass die Flotte auf 251 Lokomotiven wachsen soll. Im November 2023 unterzeichneten ELL und Siemens einen Vertrag über den Kauf von bis zu 200 weiteren Vectrons.
Am 14. September 2022 wurde bekanntgegeben, dass Christian Kern auf Christoph Katzensteiner folgend Geschäftsführer der ELL Austria wird.

Lokomotiven von ELL Austria
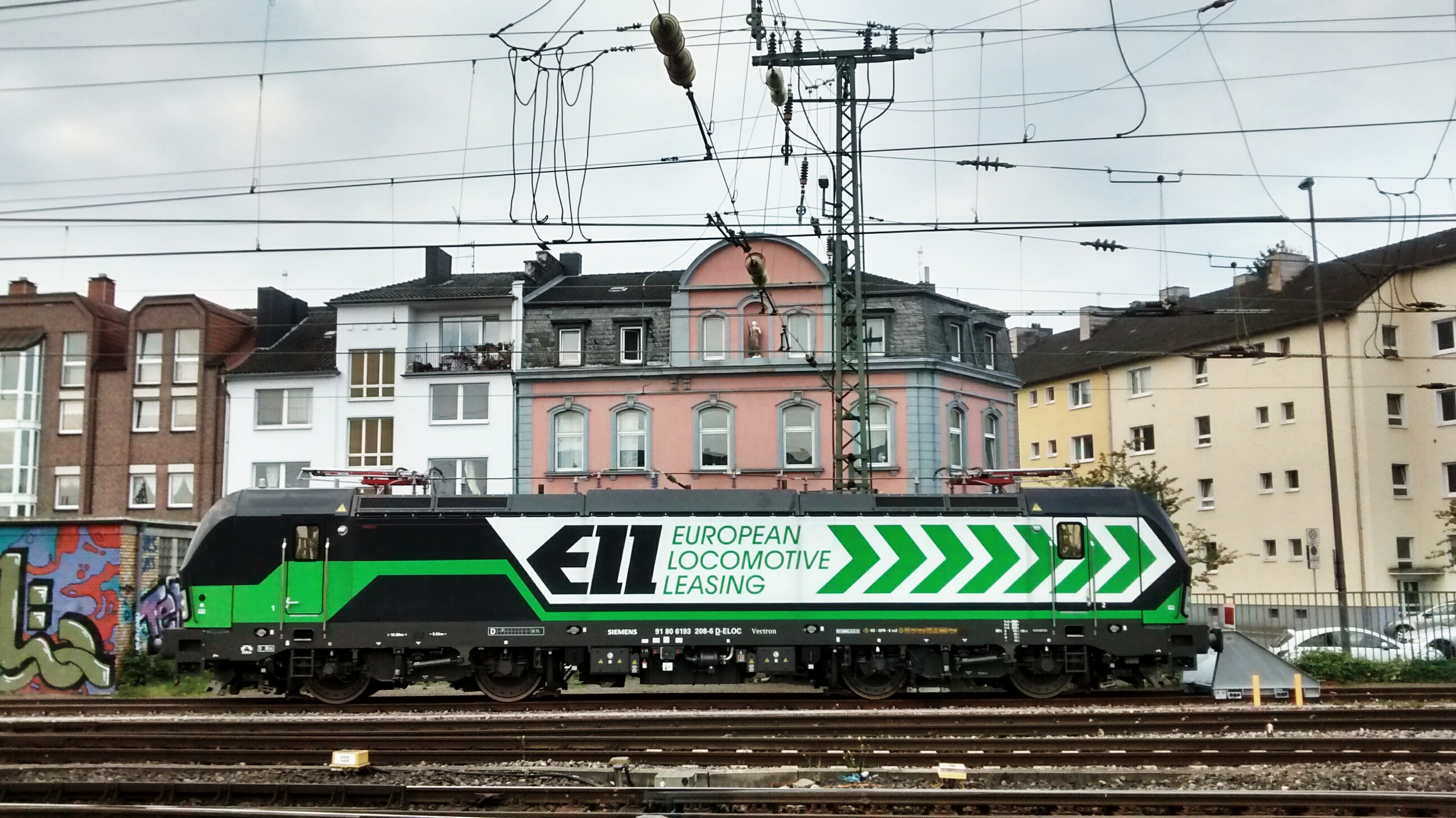
193 208 trägt die Lackierung von European Locomotive Leasing
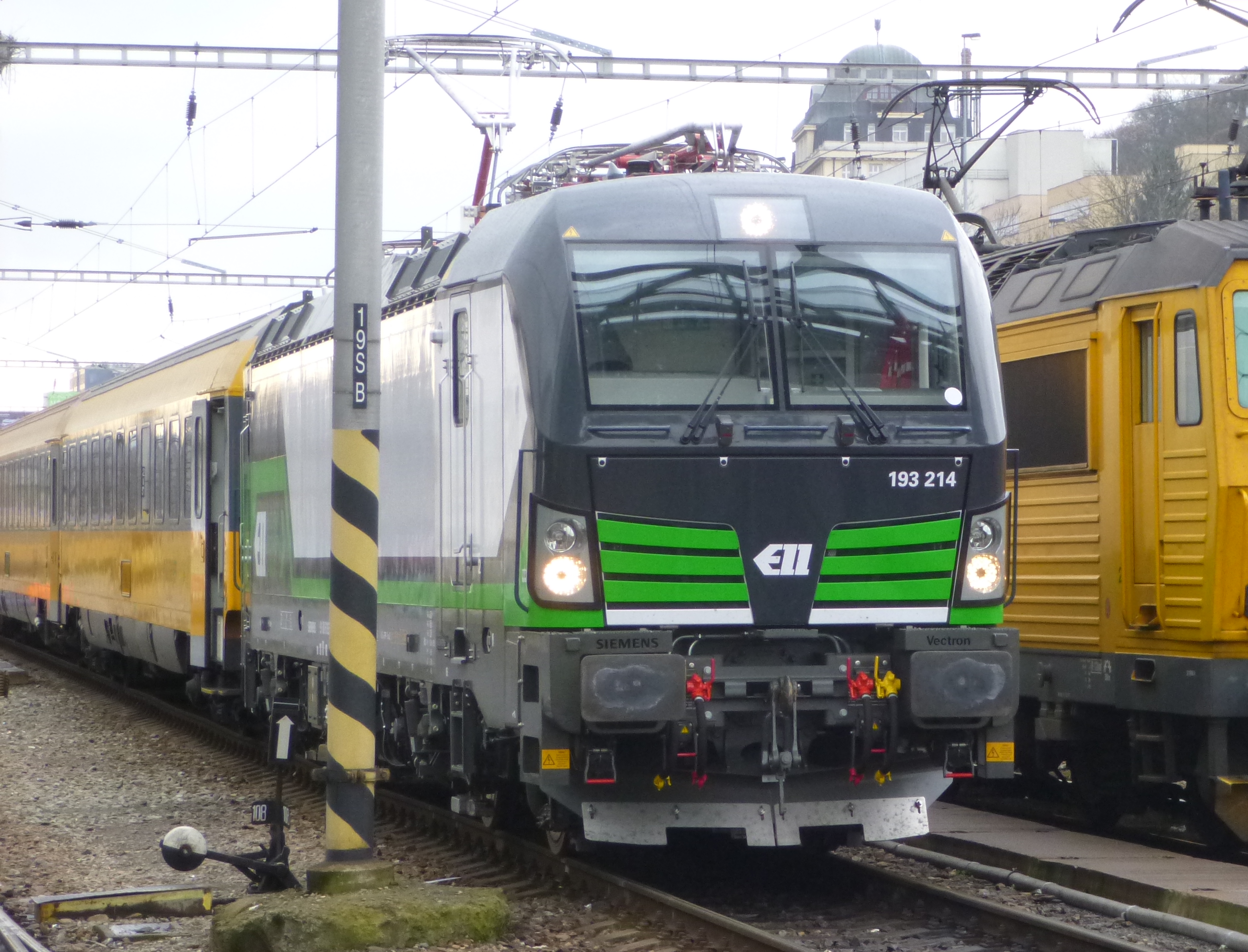
193 214 im Einsatz für Regiojet in Tschechien im November 2014
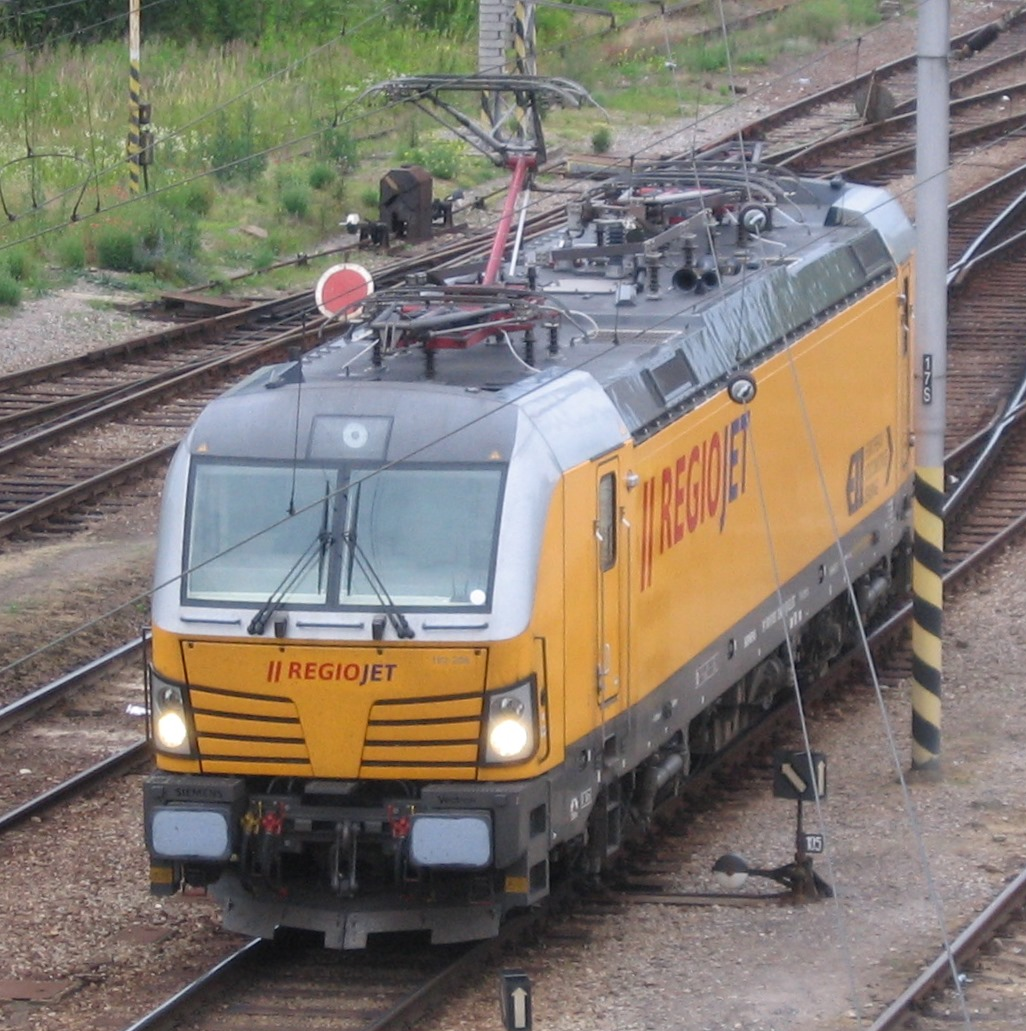
193 206 trägt die RegioJet-Lackierung
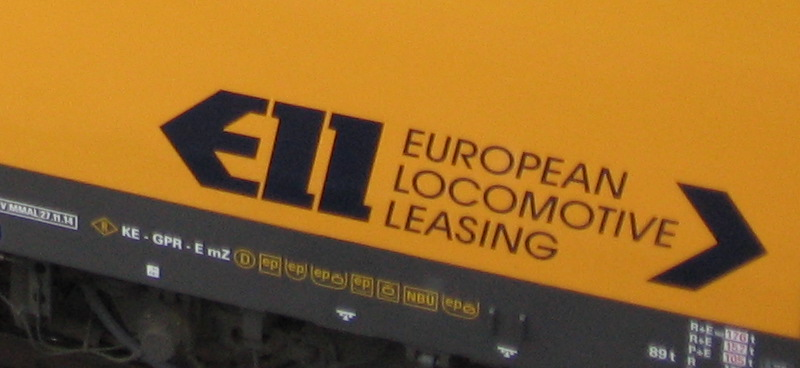
Logo von ELL am an RegioJet vermieteten Vectron 193 206
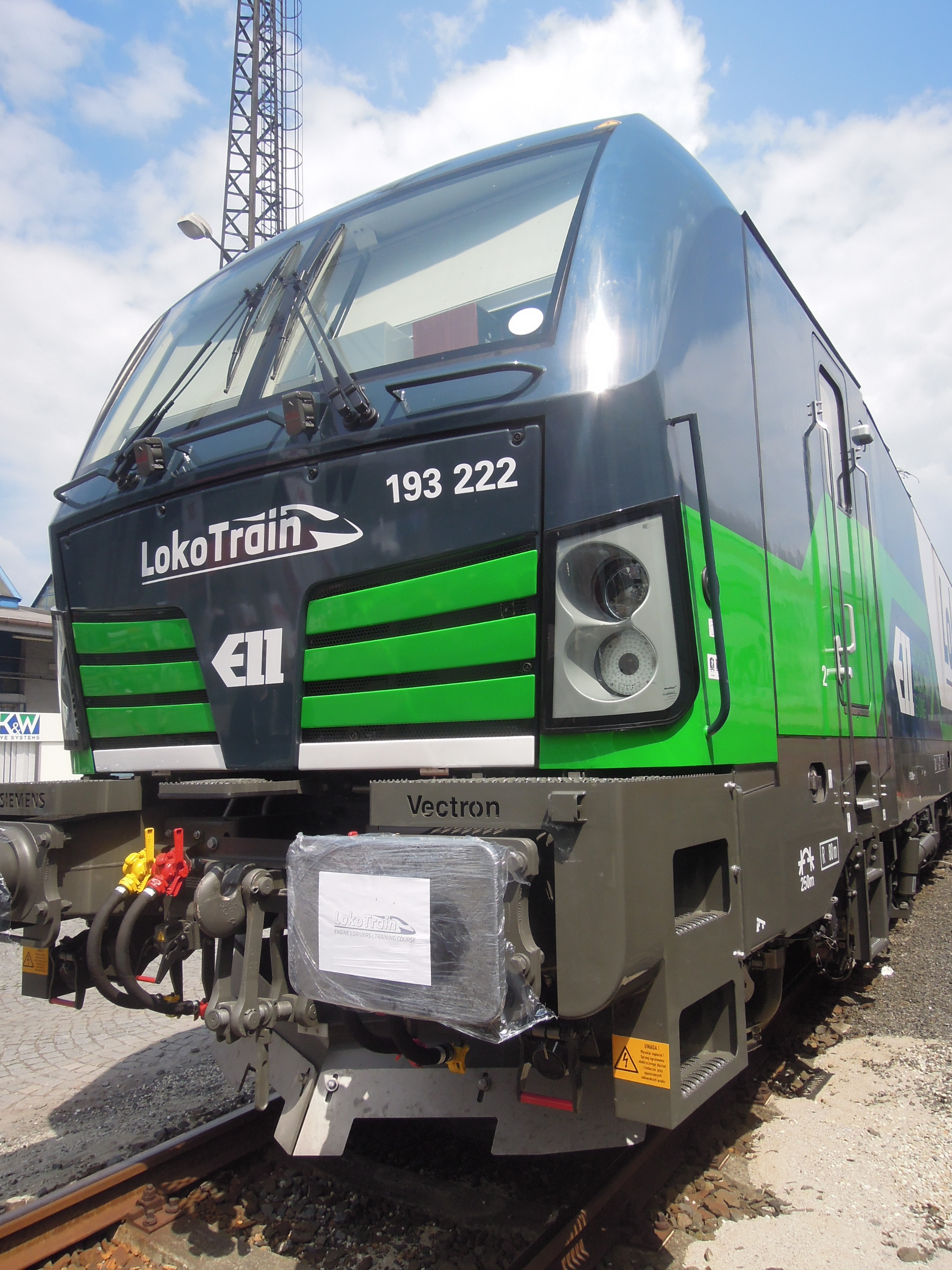
193 222 auf den Czech Raildays 2015
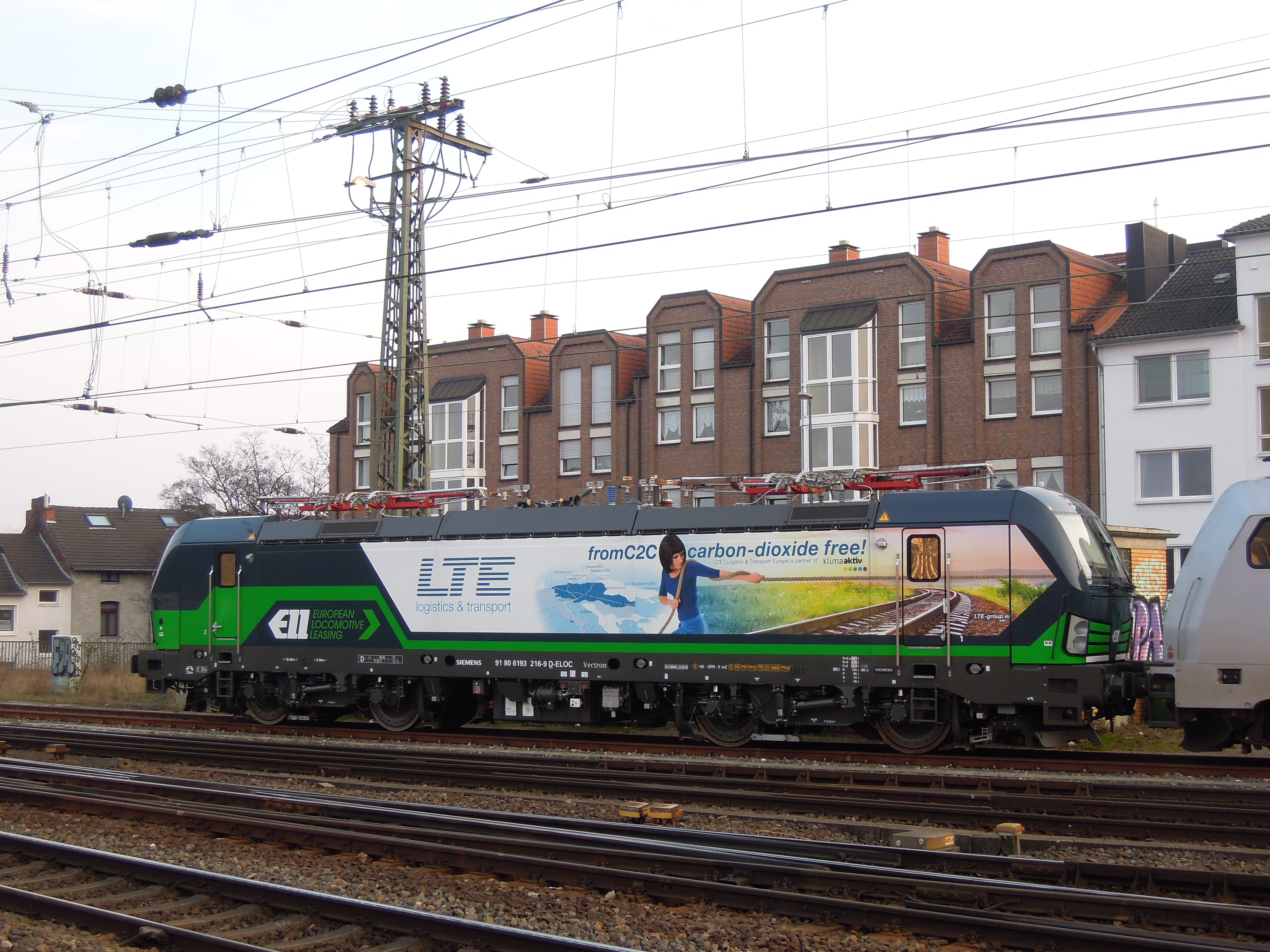
193 216 mit Teilwerbung für LTE Logistik- und Transport